# Пала (индейская резервация)
Пала (англ. Pala Indian Reservation) — индейская резервация народов луисеньо и купеньо, расположенная на Юго-Западе США в южной части штата Калифорния.

## История
Резервация Пала была создана исполнительным указом президента США Улисса Гранта 27 декабря 1875 года для части народа луисеньо. В 1901 году Верховный суд США принял решение переселить племя купеньо с их традиционных земель в резервацию Пала.
Резервацией Пала управляет генеральный совет, состоящий из членов одноимённого племени в возрасте 18 лет и старше. Совет собирается ежемесячно, или исполнительный комитет может созвать специальное заседание. В состав исполнительного комитета входят председатель, заместитель председателя, секретарь и казначей. Члены исполнительного комитета служат два года. Члены племени должны быть не моложе 21 года, чтобы баллотироваться на должность. Современное племя пала организовано в соответствии с Уставом, утверждённым в июле 1961 года.

## География
Резервация расположена в южной части Калифорнии на севере округа Сан-Диего вдоль реки Сан-Луис-Рей. Административным центром резервации является статистически обособленная местность Пала. Общая площадь резервации составляет 56,1778 км² или более 13 000 акров, в том числе 4000 акров лесов, 6 акров водно-болотных угодий, 8 акров озера и более 38 миль ручьёв. 

## Демография
По данным федеральной переписи населения 2010 года население Палы составляло 1315 человек.
В 2019 году в резервации проживало 1117 человек. Расовый состав населения: белые — 250 чел., афроамериканцы — 34 чел., коренные американцы (индейцы США) — 519 чел., азиаты — 65 чел., океанийцы — 20 чел., представители других рас — 90 чел., представители двух или более рас — 139 человек. Плотность населения составляла 19,88 чел./км².